# Rafael Muñoz Pérez
Rafael Muñoz Pérez (* 3. März 1988 in Córdoba, Andalusien) ist ein spanischer Schwimmer.

## Werdegang
Rafael Muñoz erster internationaler Erfolg stellt der Gewinn der Bronzemedaille über 50 Meter und 100 Meter Schmetterling bei den Schwimmeuropameisterschaften 2008 in Eindhoven dar.
In Peking bei den Olympischen Sommerspielen 2008 konnte er mit dem 30. Platz über 100 Meter Schmetterling nicht überzeugen.
Im Dezember desselben Jahres wurde er bei den Kurzbahneuropameisterschaften in Rijeka Vizeeuropameister über 100 Meter und Bronzemedaillengewinner über 50 Meter Schmetterling. Mit der spanischen 4-mal-50-Meter-Lagenstaffel konnte er im Finale den siebten Rang erreichen.
International größte Aufmerksamkeit erhielt Rafael Muñoz im Frühjahr 2009, als er bei den spanischen Schwimmmeisterschaften in Málaga einen neuen Weltrekord über 50 Meter Schmetterling aufstellte und damit die knapp vier Jahre alte Bestmarke des Südafrikaners Roland Schoeman verbesserte. Ebenda drückte er den Europarekord von Milorad Čavić über 100 Meter Schmetterling um eine Hundertstelsekunde. Knapp 20 Tage später verbesserte er selbigen Rekord im französischen Montpellier noch einmal auf 50,46 Sekunden.
Im August 2010 geriet Muñoz in die Schlagzeilen, weil er innerhalb von 9 Monaten drei Dopingtests verpasste. Dies wird nach den Regularien des Schwimmverbandes FINA mit einer Sperre von 2 Monaten bis zwei Jahren geahndet, womit seine Teilnahme an den Schwimmeuropameisterschaften 2010 nicht möglich gewesen wäre. Der Verband akzeptierte jedoch die Entschuldigung, er sei nur wegen seines „psychischen Zustands“ nicht zu den Tests erschienen. Nachdem er bei den Europameisterschaften dann Gold über 50 Meter Schmetterling holte, erhielt der Fall noch größere Aufmerksamkeit. Während die FINA ihr Vorgehen rechtfertigte, kündigte die Weltdopingagentur WADA an, den Fall noch untersuchen zu wollen, und forderte Einsicht in die Unterlagen.

## Rekorde
| Weltrekorde (1)         | Weltrekorde (1) | Weltrekorde (1) | Weltrekorde (1) |
| ----------------------- | --------------- | --------------- | --------------- |
| 50 m Schmetterling      | 00:22,43 min    | 5. April 2009   | Málaga          |
| (Stand: 7. August 2010) |                 |                 |                 |